# Лайтяу (провінція)

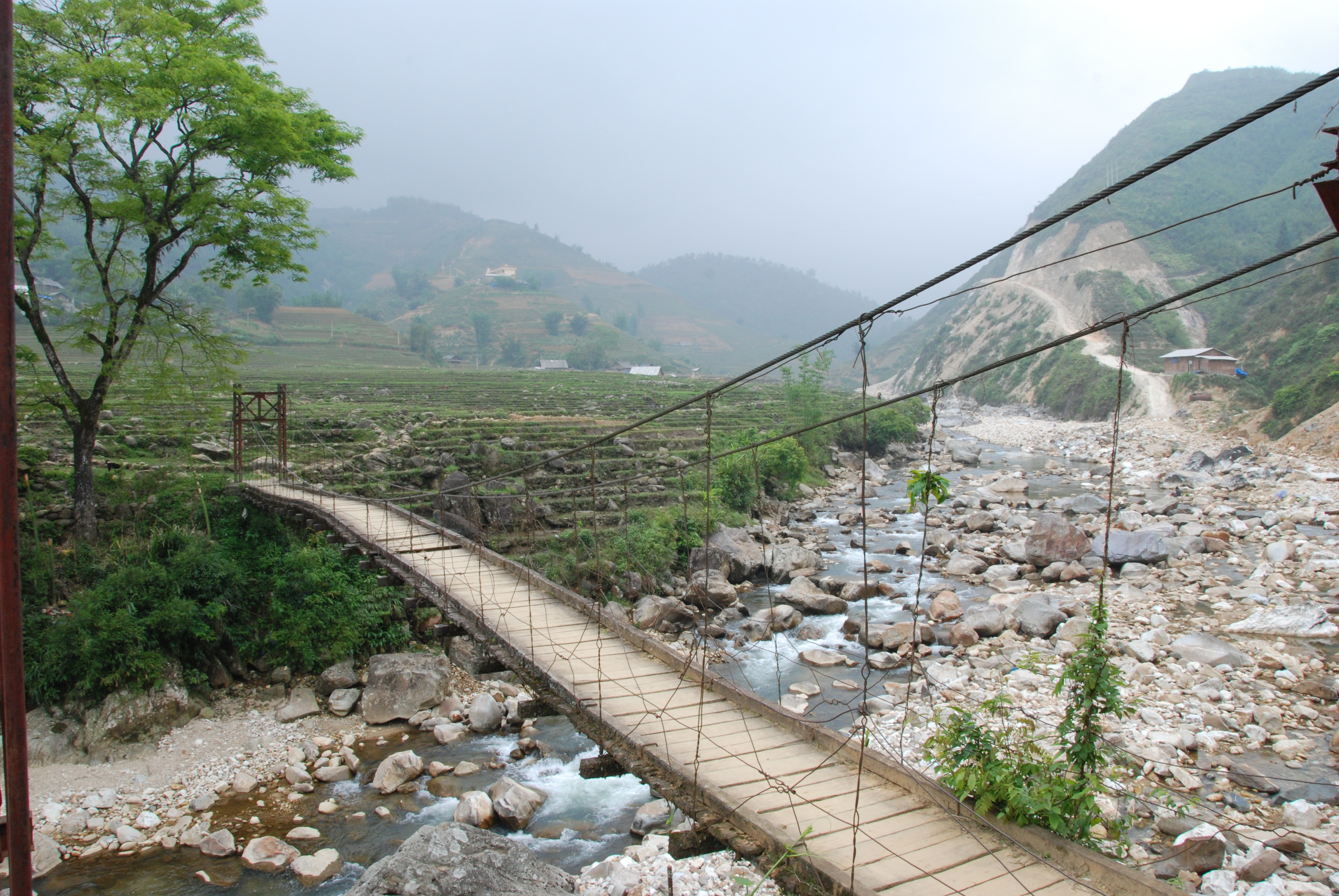
Міст у провінції Лайтяу

Лайтяу (в'єт. Lai Châu) — провінція на Північному Заході В'єтнаму. Площа становить 9112,3 км², населення за даними перепису 2009 року — 370 502 особи. Адміністративний центр — містечко місцевого значення Лайтяу. В адміністративному відношенні поділяється на 5 повітів і 1 містечко місцевого значення (Лайтяу). У 2004 році з території Лайтяу була виділена провінція Дьєнб'єн. На півночі має кордон з Китаєм.

## Клімат
Середньорічна температура: 23°С, середньорічний рівень опадів 2500 мм.

## Економіка і транспорт
Основу економіки становить сільське господарство, основні продукти: рис, маїс, маніок і чай. Місцевий чай йде на експорт як в інші райони країни, так і за кордон. Промисловість становить лише близько 29 % економіки провінції. У 2007 році зростання економіки становило 14,56 %, у 2006 році: 12,3 %.
Шосе № 4 з'єднує Лайтяу з провінцією Лаокай; шосе № 12 — з провінцією Дьєнб'єн; № 32 — з провінцією Єнбай; є також дорога до Китаю. У провінції відсутні залізниці, немає також аеропортів. Дорожня інфраструктура все ще залишається досить низької якості, дороги з покриттям становлять лише 19,4 % усіх доріг провінції.

## Населення
У 2009 році населення провінції становило 370 502 особи, з них 188 756 (50,95 %) чоловіки і 181 746 (49,05 %) жінки, 317 990 (85,83 %) сільські жителі і 52 512 (14,17 %) жителі міст.
Національній склад населення (за даними перепису 2009 року): тхай 119 805 осіб (32,34 %), мяо 83 324 особи (22,49 %), в'єтнамці 56 630 осіб (15,28 %), яо 48 745 осіб (13,16 %), хані 13 752 особи (3,71 %), зяй 11 334 особи (3,06 %), лаху 9 600 (2,59 %), кхму 6 102 особи (1,65 %), лао 5 760 осіб (1,55 %), ли 5 487 осіб (1,48 %), інші 9 963 особи (2,69 %).